# Sajósebes
Sajósebes (románul Ruștior, németül Unterschebesch, erdélyi szász nyelven Nedderst-Sches) település Romániában, Beszterce-Naszód megyében.

## Fekvése
Besztercétől délkeletre, Sajófelsősebes, Friss és Árdány között fekvő település.

## Története
1228-ban Ruscia néven említik először. Német telepesek hozták létre, de ők idővel kipusztultak, 1587-ben már mint románok által lakott települést említik.
A trianoni békeszerződésig Beszterce-Naszód vármegye Besenyői járásához tartozott.

## Lakossága
1910-ben 578 lakosa volt, ebből 569 román és 9 magyar.
2002-ben 631 lakosából 629 román, 1 magyar és 1 cigány volt.